# Olga Popowicz
Olga Popowicz – polska specjalistka w zakresie wokalistyki - śpiewu solowego, prof. dr  hab sztuk muzycznych, profesor uczelni  Instytutu Muzyki Kolegium Nauk Humanistycznych Uniwersytetu Rzeszowskiego i starszy wykładowca Katedry Wokalistyki Wydziału Wokalno-Aktorskiego Akademii Muzycznej w Krakowie.

## Życiorys
Studiowała na Wydziale Wokalnym Akademii Muzycznej w Krakowie. Obroniła pracę doktorską, 13 maja 2011 habilitowała się na podstawie pracy. Objęła funkcję adiunkta w Instytucie Muzyki na Wydziale Pedagogicznym i Artystycznym Uniwersytetu Rzeszowskiego.
Piastuje stanowisko starszego wykładowcy w Katedrze Wokalistyki na Wydziale Wokalnym i Aktorskim Akademii Muzycznej w Krakowie, a także profesora uczelni w Instytucie Muzyki Kolegium Nauk Humanistycznych Uniwersytetu Rzeszowskiego.

## Odznaczenia
- Srebrny Krzyż Zasługi (2003)[4]